# Mimulus Creek
Mimulus Creek är ett vattendrag i provinsen British Columbia i Kanada.  Det ligger i Garibaldi Provincial Park i södra delen av provinsen, cirka 7 mil norr om staden Vancouver, och 2 mil söder om vintersportorten Whistler. Det har sina källor i glaciärerna vid Panorama Ridge och rinner några kilometer österut och söderut genom  Black Tusk Lake och Mimulus Lake till mynningen i Garibaldi Lake.